# Ключ 159
Ключ 159 (трад. 車, упр. 车) — ключ Канси со значением «повозка»; один из 20, состоящих из семи штрихов.
В словаре Канси есть 361 символ (из 49 030), которые можно найти c этим радикалом.

## История
Древняя идеограмма очень точно передает устройство боевой колесницы, запрягавшейся парой лошадей.
В современном языке иероглиф используется в значениях: «повозка, телега, коляска, экипаж, тачка, машина, воз». Также означает сокращенно любое средство передвижения на колесах, например, велосипед, вагон, поезд и т. д.
Иероглиф является сильным ключевым знаком.

Техника написания
Техника написания
Вид в Цзиньвэнь
Вид в Цзягувэнь
Вид в большой печати Чжуаньшу
Вид в малой печати Чжуаньшу

В словарях находится под номером 159.

## Примеры иероглифов
| Доп. штрихи | Традиционные                                                               | Упрощенные                       |
| ----------- | -------------------------------------------------------------------------- | -------------------------------- |
| 0           | 車                                                                         | 车                               |
| 1           | 軋                                                                         | 轧                               |
| 2           | 軌 軍                                                                      | 轨                               |
| 3           | 軎 軏 軐 軑 軒 軓 軔 軕                                                    | 轩 轪 轫                         |
| 4           | 軖 軗 軘 軙 軚 軛 軜 軝 軞 軟 軠 軡 転 軣                                  | 转 轭 轮 软 轰                   |
| 5           | 軤 軥 軦 軧 軨 軩 軪 軫 軬 軮 軯 軰 軱 軲 軳 軴 軵 軶 軷 軸 軹 軺 軻 軼 軽 | 轱 轲 轳 轴 轵 轶 轷 轸 轹 轺 轻 |
| 6           | 軭 軾 軿 輀 輁 輂 較 輄 輅 輆 輇 輈 載 輊 輋 輌                            | 轼 载 轾 轿 辀 辁 辂 较          |
| 7           | 輍 輎 輏 輐 輑 輒 輓 輔 輕                                                 | 辄 辅 辆                         |
| 8           | 輖 輗 輘 輙 輚 輛 輜 輝 輞 輟 輠 輡 輢 輣 輤 輥 輦 輧 輨 輩 輪 輫 輬 輦 輪 | 辇 辈 辉 辊 辋 辌 辍 辎          |
| 9           | 輭 輮 輯 輰 輱 輲 輳 輴 輵 輶 輷 輸 輹 輺 輻 輼 輻                         | 辏 辐 辑 辒 输 辔                |
| 10          | 輽 輾 輿 轀 轁 轂 轃 轄 轅                                                 | 辕 辖 辗                         |
| 11          | 轆 轇 轈 轉 轊 轋 轌                                                       | 辘                               |
| 12          | 轍 轎 轏 轐 轑 轒 轓 轔                                                    | 辙 辚                            |
| 13          | 轕 轖 轗 轘 轙 轚                                                          |                                  |
| 14          | 轛 轜 轝 轞 轟                                                             |                                  |
| 15          | 轠 轡 轢 轢                                                                |                                  |
| 16          | 轣 轤                                                                      |                                  |
| 20          | 轥                                                                         |                                  |

- Примечание: Ваш браузер может отображать иероглифы неправильно.